# Beate Münsterkötter
Beate Münsterkötter (* 17. Oktober 1961) ist eine ehemalige deutsche Volleyballspielerin.

## Volleyball-Karriere
Beate Münsterkötter spielte in den frühen 1980er Jahren Volleyball beim Bundesligisten USC Münster. 1985 wechselte die Angreiferin zum Ligakonkurrenten SV Lohhof, mit dem sie 1986 Deutscher Meister und Deutscher Pokalsieger wurde. Mit dem TV Dingolfing gelang ihr 1992 der Aufstieg in die Zweite Bundesliga. Beate Münsterkötter spielte von 1985 bis 1986 auch in der Deutschen Volleyball-Nationalmannschaft, mit der sie in Rom die B-Weltmeisterschaft gewann. Bei der darauffolgenden WM in Prag belegte sie Platz dreizehn.